# Бегазы (село)
Бегазы (каз. Беғазы, до 1996 г. — Акшкол) — село в Актогайском районе Карагандинской области Казахстана. Входит в состав аульного округа Шабанбай. Код КАТО — 353677200.
Расположено на берегу реки Каратал (приток Токрау). Рядом с селом у подножья горы Бегазы находится археологический памятник — святилище Бегазы.

## Население
В 1999 году население села составляло 47 человек (26 мужчин и 21 женщина). По данным переписи 2009 года, в селе проживал 81 человек (44 мужчины и 37 женщин).